# Garth Brooks (альбом)
Garth Brooks — дебютный студийный альбом американского кантри-певца Гарта Брукса, выпущенный 12 апреля 1989 года. Альбом достиг 13 места в хит-параде Billboard 200 и 2 места в хит-параде Top Country Albums. На основании продаж 10 миллионов копий альбому был присвоен бриллиантовый статус в США.

## Об альбоме
В альбом вошли ранние хиты Брукса, в том числе его самый первый сингл «Much Too Young (To Feel This Damn Old)», достигший 3 места в Country Billboard Charts в 1989 г. Двумя другими хитами альбома стали песни «If Tomorrow Never Comes», ставшая его первым хитом № 1 и «The Dance» — ещё один хит № 1.

## Список композиций
1. «Not Counting You» (Garth Brooks) — 2:30
2. «I’ve Got a Good Thing Going» (Larry Bastian, Sandy Mahl, Brooks) — 2:50
3. «If Tomorrow Never Comes» (Kent Blazy, Brooks) — 3:37
4. «Uptown Down-Home Good Ol' Boy» (D. Blackwell, Earl Bud Lee) — 3:05 A
5. «Everytime That It Rains» (Charlie Stefl, Ty England, Brooks) — 4:07
6. «Alabama Clay» (Larry Cordle, R. Scaife) — 3:35
7. «Much Too Young (To Feel This Damn Old)» (Randy Taylor, Brooks) — 2:53
8. «Cowboy Bill» (Bastian, Ed Berghoff) — 4:28
9. «Nobody Gets Off in This Town» (Bastian, DeWayne Blackwell) — 2:17
10. «I Know One» (Jack Clement) — 2:49
11. «The Dance» (Tony Arata) — 3:37

A Этой песни не было на оригинальном издании альбома. Она впервые появилась когда альбом был переиздан в 1998 г. как часть серии альбомов Брукса Limited Series.

## Чарты и сертификации
Альбом Garth Brooks достиг 13-го места в американском хит-параде Billboard 200 и 2-го места в чарте Top Country Albums

### Чарты
| Чарты (1989/1990)                 | Высшая позиция |
| --------------------------------- | -------------- |
| Canadian RPM Top Albums           | 60             |
| Canadian RPM Country Albums       | 22             |
| U.S. Billboard 200                | 13             |
| U.S. Billboard Top Country Albums | 2              |

| Страна | Продавец | Сертификат    | Продажи    |
| ------ | -------- | ------------- | ---------- |
| США    | RIAA     | Бриллиантовый | 10.000.000 |

### Синглы
| Год  | Сингл                                    | Высшая позиция в чартах | Высшая позиция в чартах | Высшая позиция в чартах |
| Год  | Сингл                                    | US country              | CAN Country             | UK                      |
| ---- | ---------------------------------------- | ----------------------- | ----------------------- | ----------------------- |
| 1989 | «Much Too Young (To Feel This Damn Old)» | 8                       | 9                       | —                       |
| 1989 | «If Tomorrow Never Comes»                | 1                       | 2                       | —                       |
| 1990 | «Not Counting You»                       | 2                       | 1                       | —                       |
| 1990 | «The Dance»                              | 1                       | 1                       | 36                      |

## Участники записи
- Mark Casstevens — акустическая гитара
- Chris Leuzinger — электрическая гитара
- Bruce Bouton — слайд-гитара
- Rob Hajacos — скрипка
- Bobby Wood — клавишные
- Mike Chapman — бас
- Milton Sledge — ударные
- Wayland Patton, Kathy Chiavola, Hurshel Wiginton, Jennifer O’Brien, Wendy Johnson, Curtis Young, Триша Йервуд — бэк-вокал
- Nashville String Machine

## Кавер-версии
- Панк-рок-группа Me First and the Gimme Gimmes в 2006 г. выпустила версию песни «Much Too Young (To Feel This Damn Old)» как первый трек с их альбома Love Their Country.
- Ирландский певец Ронан Китинг выпустил в 2002 г. версию песни «If Tomorrow Never Comes» как первый сингл с его альбома Destination